# Julian Prégardien
Julian Prégardien (Frankfurt am Main, 12 juli 1984) is een Duitse tenorzanger.

## Biografie
Julian Prégardien komt uit een muzikale familie. Zijn grootvader en zijn vader, de tenor Christoph Prégardien, waren oprichters van de Limburgse Domsingknaben. De sopraan Julia Kleiter is zijn nicht.

### Opleiding
Julian Prégardien begon zijn muzikale opleiding in het jongenskoor in de Limburger Dom. Voordat hij aan zijn studie aan de Musikhochschule Freiburg (2005-2009) begon, zong hij in verschillende professionele vocale ensembles; onder hen waren oa. het Collegium Vocale Gent en het Kammerchor Stuttgart. In 2008 was hij lid van de Académie Européenne de Musique in Aix-en-Provence.

### Opera
In 2007 zong hij, onder de muzikale leiding van Christoph Hammer, de rol van Hermenegild in de schilderachtige heruitvoering van de barokke opera Fredegunda van Reinhard Keiser in het Prinzregententheater in München in een productie van de Beierse Theateracademie August Everding. In 2008 nam hij de rol van Nencio over in de opera L'Infedeltà Delusa van Joseph Haydn in een tournee-productie van het Festival d'Aix-en-Provence. Met deze productie trad hij op in de Opéra de Monte Carlo, het Teatro Arriaga in Bilbao en het Muziekfestival van Bremen. In november 2008 zong hij in het Theater an der Wien, onder de muzikale leiding van Alan Curtis, met het ensemble Il complesso barocco de rol van Varo in de opera Ezio van Christoph Willibald Gluck.
Van seizoenen 2009/2010 tot en met 2012-2013 was hij verbonden aan de Opera van Frankfurt. Daar zong Prégardien voornamelijk als lyrische tenor, waaronder Tamino in Die Zauberflöte en Jason in Médée en Nathanael / Spalanzani / Franz / Pitichinaccio in Hoffmanns verhalen Daarnaast nam hij ook verschillende middelgrote en kleinere rollen over, waaronder in de opera's The Dead City (Gaston / Victorin), Billy Budd (de nieuwkomer) en Tristan en Isolde. In juli 2017 deed hij een productie van de Beierse Staatsopera van München Opera Festival in de titelrol va, Oberon.

### Concert
Prégardiens concertrepertoire omvat hoofdzakelijk Passies, oratoria en missen uit de barok, de klassieke en romantische tijd. Hij werkt regelmatig samen met internationaal toonaangevende ensembles en dirigenten van historische uitvoeringspraktijken.
In 2005 zong hij voor het eerst met Philippe Pierlot en zijn barokensemble Ricercar Consort. In 2006 verscheen hij met de Bach-cantates in het Concertgebouw Amsterdam.
In het voorjaar van 2006 werkte hij voor Carus-Verlag in de eerste opname van Michael Haydns Requiem in C mineur; deze opname is bekroond met de MIDEM Classical Award 2007. In het najaar van 2007 nam Prégardien deel aan een live-opname van Dietrich Buxtehude's Passion cycle Membra Jesu nostri (K 617), samen met het ensemble La Chapelle Rhénane. Ook uitgebracht op CD zijn The Rose Pilgrimage van Robert Schumann (ook van Carus-Verlag), werken van Padre Martini (ars musici), werken van Joseph Martin Kraus en Georg Philipp Telemann (beide cpo) en de Johannespassie van Johann Sebastian Bach (Zig Zag Territoires).
In 2009 nam Prégardien de tenorrol over in het Magnificat van Johann Sebastian Bach onder regie van René Jacobs en de Lamentationes van Jan Dismas Zelenka op het festival van Innsbruck (dirigent: Konrad Junghänel). Zijn andere concertrepertoires omvat de tenorrollen in The Seasons (2009, Cologne Philharmonic), The Creation (2009, met het Orchestre de Chambre de Genève), de Evangelist in de St. Matthew Passion (2009, Parijs) en de tenor Arias in the St. Matthew Passion (2010, Gasteig, München).

### Lied
Prégardien is vooral actief op het gebied van kamermuziek. Hij stelt ook concertprogramma's samen die hun eigen arrangementen bevatten en verschillende vormen van kamermuziek combineren. Samen met het Gémeaux Quartet en de pianist Michael Gees heeft hij een programma-idee ontwikkeld getiteld Schumann ex tempore, dat voor het eerst in de zomer van 2010 werd gerealiseerd op het Mecklenburg-Vorpommern Festival. Centraal in dit programma staat een bewerking van de Lieder-Zyklus op. 24 van Robert Schumann voor strijkkwartet met geïmproviseerde piano-intermezzo's. In 2011 werd de opus 24 gespeeld op de Heidelberger Frühling.
In duo met verschillende pianisten verscheen hij sinds 2008 op tal van muziekfestivals in Europa, waaronder 2008 als "Young Elite" op de Festspiele Mecklenburg-Vorpommern, 2009 op het Menuhin Festival in Gstaad als onderdeel van de serie "Jeune Étoile" en in 2011 op het Rheingau Music Festival en het Festival de Saintes.
Met het slaapliedje van Franz Schreker Schlafe, mein Liebchen is Prégardien vertegenwoordigd op de eerste CD-editie van het slaapliedjesproject van Carus-Verlag. Hierna volgt een tweede editie van het liedproject met volksliederen, waarvoor hij de opname van Schubert's Das Wandern ist der Müllers lust uit de liedcyclus Die schöne Müllerin heeft overgenomen.
Na een gezamenlijk liedrecital met zijn vader Christoph Prégardien en Michael Gees op de Schwetzinger Festspiele 2010, stond het vader-zoonprogramma ook op de agenda op het Edinburgh Festival in 2011 en in 2012 in de Lied-serie van de Opera van Frankfurt.

### Onderwijs
Van april 2013 tot september 2015 gaf Julian Prégardien les in een onderwijsfunctie aan de Universiteit van Muziek en Podiumkunsten München. In november 2017 werd hij benoemd tot hoogleraarschap voor zang aan dit instituut.
Prégardien is lid van het Schumann-Netzwerk en artiestiek leider van de Brentano-Akademie Aschaffenburg.

## Onderscheidingen
- 2007: Midem Classical Award voor Michael Haydn: Requiem in C minor
- 2009: Orphée d'Or voor Dietrich Buxtehude: Membra Jesu Nostri
- 2010: Nominatie voor de jonge kunstenaar van het jaar in het tijdschrift Opernwelt

- Bibliothèque nationale de France: cb16219166x (data)
- Gemeinsame Normdatei: 133072843
- International Standard Name Identifier: 0000 0001 1759 7008
- Library of Congress Control Number: no2007028703
- MusicBrainz: 23207b86-cc76-42dc-96e7-1e6d4cb44288
- Nationale Bibliotheek van Tsjechië: xx0134143
- Système universitaire de documentation: 157703649
- Virtual International Authority File: 41613118
- WorldCat: E39PBJwRVQhyBtv76rRrYtKPQq